# Championnat d'Amérique du Nord féminin de volley-ball 1989
Navigation
Édition précédente Édition suivante
Le 11e championnat d'Amérique du Nord de volley-ball féminin s'est déroulé du 8 au 15 juillet 1989 à San Juan, Porto Rico. Il a mis aux prises les onze meilleures équipes continentales.

## Classement final
| Place              | Équipe                      |
| ------------------ | --------------------------- |
| Médaille d'or      | Cuba                        |
| Médaille d'argent  | Canada                      |
| Médaille de bronze | États-Unis                  |
| 4                  | Mexique                     |
| 5                  | République dominicaine      |
| 6                  | Porto Rico                  |
| 7                  | Costa Rica                  |
| 8                  | Guatemala                   |
| 9                  | Îles Vierges des États-Unis |
| 10                 | Haïti                       |
| 11                 | Honduras                    |